# Andreas Dathe
Andreas Dathe (* 9. Oktober 1703 in Hamburg; † 23. Juli 1768 ebenda) war ein hanseatischer Konsul und Historiker.

## Leben und Wirken
Andreas Dathe stammte aus einer Familie, die in der Straße Steckelhörn auf der Cremoninsel in der Hamburger Altstadt wohnte. Er hatte einen gleichnamigen Großvater, der 1659 von Meißen nach Hamburg gezogen war. Sein ebenfalls gleichnamiger Vater (1673–1718) arbeitete als Kurat an der Hauptkirche Sankt Katharinen. Er war seit 1703 mit Elisabeth verheiratet, deren Vater Albert Schulte war. Andreas Dathe hatte fünf Geschwister, von denen drei früh verstarben. Da über die schulische Ausbildung Dathes keine Belege vorhanden sind, ist davon auszugehen, dass er Privatunterricht erhielt. 1729 kaufte Dathe für 20 Mark das Hamburger Bürgerrecht. Dathe gab bei Eintrag in das Bürgerbuch an, Kaufmann zu sein und eine Muskete zu besitzen. Sein Bürge war Albert Schulte, also wahrscheinlich der Vater seiner Mutter. 
Da die spanische Hafenstadt Cádiz als wichtigster Ort am Atlantik galt, an dem Waren für spanische Kolonien in Amerika umgeschlagen wurden, unterhielten die Hansestädte Hamburg, Lübeck und Bremen dort im 17. und 18. Jahrhundert eine konsularische Vertretung. Andreas Dathe wurde Ende Juni 1745 von der Stadt Hamburg zum dortigen Konsul ernannt; Lübeck und Bremen folgten eine Woche später dieser Entscheidung. Nachdem der Hamburger Senat der Wahl zugestimmt hatte, erhielt Dathe ein Jahresgehalt von 400 Reichstalern. Da der spanische König ausländischen Diplomaten keine private Handelsgeschäfte gestattete, forderte Dathe zusätzlich 800 Mark banco, die von der Admiralität gezahlt wurden. Dathe ließ sich daraufhin in Cádiz nieder und besuchte am 21. Februar 1746 den spanischen Königshof in Madrid. Während dieses Besuchs erkannte der König Dathe als Konsul an. Schon bald nach Dienstantritt forderte Dathe eine Gehaltserhöhung und höhere Konsulatsgebühren, die sein Einkommen ebenfalls erhöht hätten. Er begründete dies mit oftmals notwendigen Geschenken für die Behörden in Cádiz. Nachdem der Hamburger Senat Dathes Forderungen zurückgewiesen hatte, reichte dieser 1747 seinen Rücktritt ein und ging nach London, wo er heiratete. Der Grund für die Wahl der englischen Hauptstadt als neuen Wohnsitz waren vermutliche britische Händler in Cádiz, die Kontakte nach England vermittelt hatten.
1766 kehrte Dathe nach Hamburg zurück, wo er zwei Jahre später verstarb.

## Werk
Bekanntheit erlangte Dathe nicht aufgrund seiner beruflichen Tätigkeiten, sondern einer Beschreibung der Geschichte Hamburgs, die er im hohen Lebensalter verfasste. Die erste Ausgabe des Essai sur l'histoire de Hambourg wurde 1766 von T. Osborne in London verlegt. Nach der Rückkehr nach Hamburg übersetzte Dathe das Werk, das 1767 von Friedrich Christian Ritter mit dem Titel Versuch einer Geschichte von Hamburg verlegt wurde. Darüber hinaus enthielt die Schrift eine Anleitung zum Studio Historiae Hamburgensis, die Dathes Pate Michael Richey verfasst hatte. Dathes Werk erinnert an eine umfangreichere Schrift Michael Gottlieb Steltzners. Entgegen einem seinerzeit üblichen chronologischen Aufbau geschichtlicher Ereignisse verfasste Dathe zwei Teile, die 23 bzw. 16 Kapitel enthalten, thematisch gegliedert sind, und die Geschichte Hamburgs von der Gründung bis 1712 behandeln. Einem grundsätzlichen zeitlichen Hauptstrang folgend beschrieb Dathe die Geschichte von Handel, Seefahrt und Stadtverfassung, Hamburgs Verhältnis zu Holstein und Dänemark, die Reformation und Volksaufstände. Dathe gab als Quellen Schriften von Albert Krantz und Adam Tratzigers Chronica an. Außerdem verwendete er die Hansische Chronick von Johann Peter Willebrand, De l'esprit des lois von Montesquieu, die Geschichte von England von David Hume, das Dictionnaire von Pierre Bayle und das Commentariorum de rebus Sueccis von Samuel von Pufendorf.
Dathe verfasste ein Kapitel über Die Reformation Lutheri, über das er in Streit mit Hauptpastor Johann Melchior Goeze geriet. Dathe kritisierte nicht die Reformation selbst, stellte jedoch zwei Aspekte heraus, die aus seiner Sicht schädlich für die Wirtschaft Hamburgs waren. Dies war die Einführung sogenannter „Monopolien“ für Handwerker, die den Zugang zu Ämtern rigide einschränkten und den Handel kontrollierten. Außerdem kritisierte Dathe die Verfolgung von Personen anderer Konfessionen aus religiösen Gründen und die Schwierigkeiten von Nichtlutheranern, in Hamburg wirtschaftlich Fuß zu fassen. Diese Ansichten wurden so auch von Mitgliedern der Patriotischen Gesellschaft von 1765 wie Michael Richey vertreten. Dathe antwortete auf die Kritik des orthodoxen Hauptpastor Goeze 1768 mit der Replik Défense de M. Dathe contre une brochure publièe en Allemand par le très révérand M. Johan Melchior Goeze.

## Schriften
- Versuch einer Geschichte von Hamburg: von ihrem ersten Ursprung an bis auf das Jahr 1712. (Hamburg: Ritter/Buchholtz) 1767

Digitalisat bei VD 18